# Opt zile în cosmos
Opt zile în cosmos este un film documentar românesc de scurtmetraj din 1982 regizat de David Reu.

## Prezentare
Prezintă zborul în spațiu al primului cosmonaut român, Dumitru Prunariu, la bordul navei sovietice Soiuz 40, în 1981.